# NGC 4603
NGC 4603是一個位於半人馬座的螺旋星系。目前在該星系中已經發現了超過36顆經典造父變星，是哈伯太空望遠鏡尋找星系中造父變星最遠的一個星系。